# RoHS
In 2011 is de Europese Richtlijn 2011/65/EU in werking getreden; Deze richtlijn is bekend geworden onder de naam RoHS-richtlijn. De RoHS-richtlijn (van het Engelse Restriction of Hazardous Substances - beperking van gevaarlijke stoffen), is een EU-richtlijn met als doel het gebruik van bepaalde gevaarlijke stoffen in elektrische en elektronische apparatuur te beperken. Iedere lidstaat van de EU moet een eigen wet aannemen om deze richtlijn in te voeren. 
De huidige Richtlijn 2011/65/EU van het Europees Parlement en de Raad van 8 juni 2011 betreffende beperking van het gebruik van bepaalde gevaarlijke stoffen in elektrische en elektronische apparatuur,  is de opvolger van Richtlĳn 2002/95/EG, die op 3 januari 2013 werd ingetrokken. De huidige richtlijn vormt het vervolg en wordt aangemerkt als RoHS II. Nederland heeft RoHS II geïmplementeerd door in 2013 de 'Regeling gevaarlijke stoffen in elektrische en elektronische apparaten' in werking te laten treden.

Voorbeeld van een RoHS-sticker

De eisen zijn van belang als één of meer van de onderstaande stoffen voorkomen in apparatuur:
- Cadmium - Cd
- Chroom VI - CrVI+ (zeswaardig chroom)
- Kwik - Hg
- Lood - Pb
- PBDE's - polybroomdifenylethers
- Polygebromeerde bifenylen (PBB)

PBB en PBDE zijn vlamvertragers die in sommige plastics worden gebruikt.
De Europese Commissie heeft met richtlijn 2015/863/EU vier nieuwe stoffen toegevoegd aan RoHS.
Het gaat om de in plastic gebruikte vlamvertrager  hexabroomcyclododecaan (HBCDD) en weekmakers bis(2-ethylhexyl)ftalaat (DEHP), butylbenzylftalaat (BBP) en dibutylftalaat (DBP).
Deze stoffen komen onder meer veel voor in pvc en worden bijvoorbeeld gebruikt in kabels. De eisen die aan deze stoffen worden gesteld, zijn sinds 22 juli 2019 van kracht. Voor medische apparatuur en meet- en regelapparatuur is de richtlijn sinds 22 juli 2021 van kracht.